# 13923 Петергоф
13923 Петергоф (13923 Peterhof) — астероїд головного поясу, відкритий 22 жовтня 1985 року.
Тіссеранів параметр щодо Юпітера — 3,301.